# EIF3G
EIF3G (англ. Eukaryotic translation initiation factor 3 subunit G) – білок, який кодується однойменним геном, розташованим у людей на короткому плечі 19-ї хромосоми. Довжина поліпептидного ланцюга білка становить 320 амінокислот, а молекулярна маса — 35 611.
| 10         |  | 20         |  | 30         |  | 40         |  | 50         |
| ---------- |  | ---------- |  | ---------- |  | ---------- |  | ---------- |
| MPTGDFDSKP |  | SWADQVEEEG |  | EDDKCVTSEL |  | LKGIPLATGD |  | TSPEPELLPG |
| APLPPPKEVI |  | NGNIKTVTEY |  | KIDEDGKKFK |  | IVRTFRIETR |  | KASKAVARRK |
| NWKKFGNSEF |  | DPPGPNVATT |  | TVSDDVSMTF |  | ITSKEDLNCQ |  | EEEDPMNKLK |
| GQKIVSCRIC |  | KGDHWTTRCP |  | YKDTLGPMQK |  | ELAEQLGLST |  | GEKEKLPGEL |
| EPVQATQNKT |  | GKYVPPSLRD |  | GASRRGESMQ |  | PNRRADDNAT |  | IRVTNLSEDT |
| RETDLQELFR |  | PFGSISRIYL |  | AKDKTTGQSK |  | GFAFISFHRR |  | EDAARAIAGV |
| SGFGYDHLIL |  | NVEWAKPSTN |  |            |  |            |  |            |

A: Аланін

C: Цистеїн

D: Аспарагінова кислота

E: Глутамінова кислота

F: Фенілаланін

G: Гліцин

H: Гістидин

I: Ізолейцин

K: Лізин

L: Лейцин

M: Метіонін

N: Аспарагін

P: Пролін

Q: Глутамін

R: Аргінін

S: Серин

T: Треонін

V: Валін

W: Триптофан

Кодований геном білок за функцією належить до факторів ініціації. 
Задіяний у такому біологічному процесі як біосинтез білка. 
Білок має сайт для зв'язування з РНК. 
Локалізований у цитоплазмі, ядрі.